# Spafford (New York)
Spafford város az USA New York államában, Onondaga megyében. Lakosainak száma 1588 fő (2020. április 1.).

## Népesség
A település népességének változása:

| 2010 | 1 686 |
| 2020 | 1 588 |